# Xu Lizhi
Xu Lizhi (em chinês:  许立志, 1990 — 30 de setembro de 2014) foi um poeta e trabalhador de fábrica chinês. Xu trabalhava para a empresa Foxconn, e atraiu atenção midiática após seu suicídio, quando seus amigos publicaram sua coleção de poemas.